# David Mackenzie
David Mackenzie (Corbridge, 10 mei 1966) is een Schotse filmregisseur en scenarioschrijver.

## Biografie en carrière
David Mackenzie werd in 1966 geboren in het Engelse Corbridge als de zoon van John Mackenzie, een Rear Admiral van de Royal Navy, en Ursula Balfour. Zijn familie is Schots. Zijn broer, Alastair Mackenzie, is een acteur. Beide ouders overleden in 2015.
Mackenzie studeerde in Dundee aan de Duncan of Jordanstone College of Art and Design. In de jaren 1990 begon hij met het regisseren van verschillende korte films, waaronder Dirty Diamonds (1994) en California Sunshine (1997). In 1995 richtte hij met zijn broer het productiebedrijf Sigma Films op.
In 2002 maakte Mackenzie met het komisch drama The Last Great Wilderness zijn filmdebuut. In 2007 won hij op het filmfestival van Berlijn een Zilveren Beer voor het romantisch drama Hallam Foe. Twee jaar eerder was hij met Asylum (2005) ook al genomineerd voor de Gouden Beer.
In 2013 regisseerde hij het gevangenisdrama Starred Up, met de toen 22-jarige Jack O'Connell als hoofdrolspeler. De film werd bekroond met verschillende prijzen, waaronder de Schotse BAFTA's voor beste film, beste regie en beste scenario.
In 2016 regisseerde Mackenzie het Amerikaans misdaaddrama Hell or High Water, dat gebaseerd werd op een scenario van Taylor Sheridan. De film met hoofdrolspelers Chris Pine, Jeff Bridges en Ben Foster werd genomineerd voor meerdere Oscars, Golden Globes en BAFTA's. Hell or High Water was ook de onafhankelijke film die in 2016 het meeste geld opbracht aan de Amerikaanse box-office.

## Filmografie
- The Last Great Wilderness (2002)
- Young Adam (2003)
- Asylum (2005)
- Hallam Foe (2007)
- Spread (2009)
- Perfect Sense (2011)
- You Instead (2011)
- Starred Up (2013)
- Hell or High Water (2016)
- Outlaw King (2018)
- Relay (2024)